# Частотный интервал
Часто́тный интерва́л — безразмерная физическая величина, выражающая в логарифмическом виде соотношение двух частот или ширину полосы частот. Частотный интервал равен логарифму отношений большей частоты к меньшей, основание логарифма зависит от выбранной единицы. Это понятие широко используется в акустике, радиотехнике и музыке.